# آلوی باتوکو
آلوی باتوکو (نام علمی: Flacourtia inermis) نام یک گونه از تیره بیدیان است.